# جاكسون براون
جاكسون براون (بالإنجليزية: Jackson Browne) (و. 1948  م) هو مغن مؤلف، ومغني، وموسيقي، وكاتب أغاني، وعازف قيثارة، وعازف بيانو، وعازف لوحة المفاتيح، ومنتج بضائع، وملحن أمريكي، ولد في هايدلبرغ، شارك في Mariposa Folk Festival 1973 ‏، يستخدم آلات قيثارة، وبيانو.

## وصلات خارجية
- جاكسون براون على موقع IMDb (الإنجليزية)
- جاكسون براون على موقع الموسوعة البريطانية (الإنجليزية)
- جاكسون براون على موقع ميوزك برينز (الإنجليزية)
- جاكسون براون على موقع رولينغ ستون (الإنجليزية)
- جاكسون براون على موقع قاعدة بيانات برودواي على الإنترنت (الإنجليزية)
- جاكسون براون على موقع إن إن دي بي (الإنجليزية)
- جاكسون براون على موقع أول ميوزيك (الإنجليزية)
- جاكسون براون على موقع ديسكوغز (الإنجليزية)
- جاكسون براون على موقع قاعدة بيانات الفيلم (الإنجليزية)
- جاكسون براون في قاعدة بيانات الأفلام على الإنترنت